# 黎美嫻
黎美嫻（英文名：Kitty Lai Mei Han；1966年10月19日—），生於香港，為80年代中期到90年著名演員之一。因為接連演出九部古裝劇被稱為“古裝皇后”,“古裝第一美人”.
代表作為1986年倚天屠龍記飾演蒙古郡主趙敏。1987年書劍恩仇錄演出李沅芷一角，TVB當年加重了演出戲份，戲份之重超出主要女主角。1988絕代雙驕演出鐵心蘭，風靡了整個大陸，被視為經典角色。時裝角色代表作為人在邊緣的尚敏華，我本善良的戴安娜。

## 生平
黎美嫻早年在九龍橫頭磡八座成長，後居住沙田禾輋邨，中學就讀沙田培英中學，於1984年在德善英文書院畢業後，報考了無綫電視（TVB）舉辦的第二期無線電視藝員進修班，同期的還有陳庭威、邵美琪、鄧萃雯、曾慧雲等。黎美嫻1985年出道，其後陸續參演劇集《狄青》、《倚天屠龍記》、《書劍恩仇錄》、《絕代雙驕》、《連城訣》等，成為無線電視的一線花旦，因多被派演古裝劇而被同事們笑稱為「古裝皇后」。1990年代初無線電視曾將其包裝為「海之女」。她於《人在邊緣》、《我本善良》等時裝劇中的苦命女子形象也讓人留下深刻印象。九十年代約滿離開無綫電視，九十年代中逐漸淡出娛樂圈，2001年息影並於基督教機構全職擔任院牧工作。

## 個人生活
圈內好友包括羅慧娟、陳法蓉、蔡少芬、楊羚、鄧萃雯、毛舜筠、劉美娟等。
黎美嫻在1996年信奉基督教後，開始淡出演藝圈，2000年完全息影，2001年加入香港醫院院牧事工聯會工作，在非典SARS入侵香港時期不顧個人安危，盡力參與救護工作，其善心行為獲得病患和家屬一致感激。
1986年拍攝倚天屠龍記時，和梁朝偉擦出愛火，有傳梁朝偉當時和前女友曾華倩處於「冷戰」分手期，2年後梁朝偉和曾華倩再度合作劇集重燃舊情，導致黎美嫻的短暫情緣無疾而終。

## 婚姻
2005年，黎美嫻與“元朗舖王”謝興肇結婚。

## 演出作品

### 电视剧（无线电视）
| 首播   | 剧名               | 角色           | 合作演員                                                                       | 性质           |
| 1985年 | 《香港八五》       |                |                                                                                | 艺员训练班实习 |
| 1985年 | 《大香港》         | 阿娇           | 周润发，关礼杰，龚慈恩                                                         | 艺员训练班实习 |
| 1985年 | 《楚河汉界》       | 宫女           | 陈玉莲，石修，翁美玲，惠天赐，黎汉持，吴启华                                   | 艺员训练班实习 |
| 1985年 | 《薛仁贵征东》     |                | 万梓良,邓萃雯,吴家丽                                                           | 艺员训练班实习 |
| 1986年 | 《执位夫妻》       | 李冬冬         | 曾江，郑裕玲，戴志伟                                                           | 第二女主角     |
| 1986年 | 《狄青》           | 柳双双         | 苗侨伟，谢宁，夏雨，曾江，戴志伟                                               | 雙女主角之一   |
| 1986年 | 《贼公阿牛》       | 尤素中         | 黄日华，庄静而                                                                 | 雙女主角之一   |
| 1986年 | 《黄大仙》         | 青儿           | 郑少秋，谢贤，陈秀珠，邓萃雯，欧阳佩珊，庄静而                                 | 客串演出       |
| 1986年 | 《英雄故事》       | 童文慧         | 廖启智，万梓良，蓝洁瑛，谢贤                                                   | 雙女主角之一   |
| 1986年 | 《倚天屠龙记》     | 赵敏           | 梁朝伟，邓萃雯，邵美琪，任达华，郑裕玲，                                       | 第一女主角     |
| 1987年 | 《书剑恩仇录》     | 李沅芷         | 吴启华，任达华，石修，彭文坚，罗慧娟，梁佩玲，陈敏儿，戚美珍，岳华，刘江       | 第一女主角     |
| 1987年 | 《柠檬丈夫》       | 吕美君         | 温兆伦，廖伟雄，刘嘉玲                                                         | 第二女主角     |
| 1988年 | 《南拳蔡李佛》     | 郑安妮         | 孟飞，黄杏秀，戴志伟，吴孟达                                                   | 第二女主角     |
| 1988年 | 《大都会》         | Flora          | 梁朝伟，郑少秋，汪明荃，戚美珍，邵仲衡，林颖娴，周星驰                         | 特別演出       |
| 1988年 | 《名门》           | 韩湘           | 林俊贤，张兆辉，谢宁，秦沛，岳华，黄允材，苏杏璇，毛舜筠，张卫健，南红，卢敏仪 | 第一女主角     |
| 1988年 | 《绝代双骄》       | 铁心兰         | 吴岱融，梁朝伟，谢宁，陈美琪，苗侨伟，戚美珍                                   | 第一女主角     |
| 1988年 | 《无冕急先锋》     | 洪惠玲         | 邵仲衡，曾江，吴镇宇，戴志伟                                                   | 第一女主角     |
| 1989年 | 《连城诀》         | 戚芳           | 郭晋安，吴镇宇，谢宁，曾江                                                     | 第一女主角     |
| 1989年 | 《大城小警》       | 王小燕         | 陈嘉辉，夏雨                                                                   | 第一女主角     |
| 1989年 | 《天变》           | 孟菁           | 郭晋安，邓萃雯，谢宁                                                           | 第一女主角     |
| 1989年 | 《回到唐山》       | 白小娜         | 黎明，刘美娟                                                                   | 第一女主角     |
| 1990年 | 《我本善良》       | 戴安琪 (Diane) | 温兆伦，邵美琪，曾江，李琳琳，罗乐林                                           | 特別演出       |
| 1990年 | 《午夜太阳》       | 林静           | 吴镇宇，黄秋生                                                                 | 第一女主角     |
| 1990年 | 《人在边缘》       | 尚敏华         | 黎明，刘青云，罗慧娟，陈法蓉，林文龙                                           | 女主角之一     |
| 1990年 | 《天龙奇侠》       | 宋瑶琴         | 刘锡明，罗嘉良                                                                 | 第一女主角     |
| 1991年 | 《命运迷宫》       | 陈佩娟         | 曾伟权，曾华倩，甄子丹，李国麟，骆应钧                                         | 雙女主角之一   |
| 1992年 | 《大地飞鹰》       | 水银，波娃     | 吴镇宇，邵仲衡，刘家辉，朱洁仪                                                 | 第一女主角     |
| 1998年 | 《爱在暴风的日子》 | 林青儿         | 方中信，林文龙，魏骏杰，杨羚                                                   | 第一女主角     |

### 台灣劇集
| 首播   | 劇名                       | 角色   | 合作演員                       | 性質 |
| 1992年 | 《黃土地外的天空》         |        | 姜厚任，寇世勛                 |      |
| 1993年 | 《戲說乾隆之海寧斷案》     | 姜辛   | 鄭少秋，江淑娜                 |      |
| 1999年 | 《多情刀客無情刀之迴旋刀》 | 徐鳳英 | 陳鴻烈，焦恩俊，賈靜雯，何美鈿 |      |

### 其他劇集
| 首播   | 劇名                           | 角色   | 合作演員               | 性質        |
| 1993年 | 《人間有情：生仔合約》         | Esther | 張堅庭，湯鎮宗，劉美娟 | 香港電台    |
| 1996年 | 《孫子兵法戰國傳奇》           | 鐃灌娘 | 吳毅將，莫少聰，李冰冰 |             |
| 1997年 | 《深愛著你》                   |        | 郭晋安                 | 馬來西亞HVD |
| 2001年 | 《綠像新人類：沒有電郵的一天》 | 阿娥   | 張國強，邵音音         | 香港電台    |

### 電影
| 首播   | 片名         | 角色         | 合作演員                                             | 導 演  | 備註                           |
| 1993年 | 《播種情人》 |              | 劉青雲，袁詠儀，黃子華                               |        |                                |
| 1993年 | 《不歸路》   | 葉晴         | 吳啟華，白石千                                       |        |                                |
| 1994年 | 《殺之戀》   | 鄧迎，黃藹詩 | 羅嘉良，陳法蓉，黎耀祥                               |        | 電視電影，兼與羅嘉良合唱主題曲 |
| 1994年 | 《都市風暴》 | 李秀麗       | 黃日華，馬德鐘，夏韶聲                               |        | 電視電影                       |
| 1994年 | 《鐵證柔情》 | 葉晴         | 周初明                                               |        | 新加坡電影                     |
| 1996年 | 《邊沿歲月》 |              |                                                      |        |                                |
| 1997年 | 《永遠天藍》 | 莊靜         | 連偉健，林秋燕                                       |        | 馬來西亞電影                   |
| 1997年 | 《深愛著你》 | 邰美雲       | 郭晉安，楊得時                                       |        |                                |
| 1999年 | 《天使之城》 |              | 喬宏，劉燕萍，陳嘉輝，劉美娟，梁榮忠，魏駿傑，姜中平 | 關信輝 | 香港福音電影                   |

### 舞台劇
| 年份   | 劇名         | 角色   | 合作演員 | 導演   | 性質 |
| 1992年 | 《嬉春酒店》 | 莫潔貞 | 周润发   | 張可堅 |      |

### 廣告
| 年份   | 產品                              |
| 1987年 | 碧泉檸檬茶 （页面存档备份，存于） |

### MV女主角
| 年份   | 歌曲                       |
| 1985年 | 話我知(關正傑)             |
| 1985年 | 泥路上(盧冠廷)             |
| 1985年 | Smile Again 瑪利亞(張學友) |
| 1985年 | 追憶(蔡國權)               |
| 1987年 | Don't Say Goodbye (譚詠麟) |
| 1987年 | 武士精神(許冠傑)           |
| 1992年 | 月照有心人(溫兆倫)         |
| 1993年 | 想離開又不放心(羅嘉良)     |

## 外部連結
- 中文電影資料庫─黎美嫻（页面存档备份，存于）
- 黎美嫻在互联网电影资料库（IMDb）上的資料（英文）
- 黎美嫻在香港影庫上的簡介
- 黎美嫻在豆瓣上的资料（简体中文）
- 黎美嫻在时光网上的簡介（简体中文）